# Astenweg
Der Astenweg ist ein 97 km langer Hauptwanderweg im Vereinsgebiet des Sauerländischen Gebirgsvereins und besitzt wie auch all die anderen Hauptwanderstrecken als Wegzeichen das weiße Andreaskreuz X, an Kreuzungspunkten um die Zahl 14 erweitert.
Die Wanderstrecke führt von Warstein über Bestwig, Bödefeld, Hunau, den Kahlen Asten und Battenberg ins hessische Biedenkopf. 
Koordinaten: 51° 26′ 33,9″ N, 8° 21′ 15″ O